# Diskrétní signál
Diskrétní signál je signál (fyzikální veličina závislá na čase), jehož okamžitá hodnota se na rozdíl od analogového signálu nemění spojitě s časem. Pokud se hodnota signálu mění pouze v izolovaných okamžicích, mluvíme o vzorkovaném signálu; pokud signál může v libovolném okamžiku nabývat jednu z pouze konečného počtu hodnot, mluvíme o kvantovaném signálu. V praxi se obvykle obě metody kombinují, a výsledný signál se nazývá digitální signál. Určitý časový úsek digitálního signálu lze vyjádřit konečnou posloupností celých čísel z určitého intervalu.
Digitální signál lze použít pro aproximaci analogového signálu. Výhodou digitálního signálu je, že nepodléhá postupnému zhoršování vlivem šumu, a že jej lze zpracovávat na (digitálních) počítačích.

## Vzorkovaný signál

Vzorkovaný signál

Vzorkovaný signál je signál, který není spojitý v čase. Je tvořen posloupností vzorků, které obecně mohou nabývat libovolnou hodnotu. Tento signál vzniká obvykle vzorkováním analogového signálu, přičemž počet vzorků za sekundu udává vzorkovací kmitočet. Podle Shannonova (Nyquistova, Kotělnikovova) teorému musí být vzorkovací kmitočet nejméně dvakrát větší než je nejvyšší přenášený kmitočet, jinak se po převodu zpátky na analogový signál mohou v důsledku tzv. aliasingu ve výsledném signálu objevit kmitočty, které v něm původně nebyly. Vzorkovaný signál lze převést na analogový signál, který se podobá původnímu signálu před vzorkováním, pomocí integračního článku.

## Kvantovaný signál

Kvantovaný signál

Kvantovaný (kvantizovaný) signál je signál, jehož hodnota nemá spojitý průběh, ale mění se skokem, přičemž nabývá pouze omezeného počtu úrovní. Ke změně hodnoty signálu může obecně dojít v libovolném čase. Tento signál vzniká obvykle kvantováním analogového signálu. Pro převod analogového signálu na kvantovaný se používají A/D převodníky, pro opačný převod D/A převodníky. Příliš malý počet úrovní se projeví jako tak zvaný kvantizační šum, který je dán rozdílem kvantovaného signálu a původního signálu. Vzhledem k vlastnostem lidských smyslů je kvantizační šum nejvíce patrný při slabém signálu (silný signál kvantizační šum překryje). Proto se pro kvantizaci někdy používá logaritmická funkce, která způsobí, že u malých signálů jsou kvantizační kroky menší než u velkých signálů.

## Digitální signál

Digitální signál

Digitální signál (též číslicový signál) je signál, který je vzorkovaný a následně kvantovaný. Je tvořen posloupností vzorků, které mohou nabývat pouze omezeného počtu hodnot, takže jej lze reprezentovat posloupností celých čísel. Při převodu analogového signálu na digitální vždy dochází ke ztrátě informace (jak při vzorkování tak při kvantování). Zvyšováním vzorkovacího kmitočtu a počtu úrovní kvantizace se však lze k původnímu signálu přiblížit s libovolně malou odchylkou. Například každý ze dvou stereofonních kanálů záznamu na audio CD lze reprezentovat jako posloupnost 44100 šestnáctibitových čísel za sekundu; digitální telefonní signál v ISDN jako posloupnost 8000 osmibitových čísel za sekundu.